# 1930 في النمسا
فيما يلي قوائم الأحداث التي وقعت خلال عام 1930 في النمسا.

## سياسة

### تعيين في المنصب
- 2 ديسمبر – كورت شوشنيغ عضو المجلس الوطني للنمسا.

### انتهاء فترة المنصب
- 15 فبراير – ماكس أدلر Substitute Member of the Constitutional Court of Austria ‏.
- 30 سبتمبر – كارل فوغوان Vice-Chancellor of Austria [الإنجليزية]‏.
- 1 أكتوبر – كورت شوشنيغ عضو المجلس الوطني للنمسا.

## مواليد

### يناير
- 13 يناير – هارولد فورث عالم فلك أمريكي.

### مارس
- 15 مارس – مارتين كاربلوس

### ديسمبر
- 8 ديسمبر – ماكسيميليان شيل

## وفيات

### يناير
- 1 يناير – هانس شلومبرج (مواليد 1897) كاتب ألماني.

### نوفمبر
- 21 نوفمبر – إيرنست فوكس (مواليد 1851)